# Università Nazionale della Colombia
L'Università Nazionale della Colombia (in spagnolo Universidad Nacional de Colombia) è l'università più grande e più importante della Repubblica della Colombia. Centro di studi accademici in tutte le aree del sapere, è cuore della formazione universitaria nel paese.
L'Università Nazionale della Colombia - U.N.- è un'istituzione di educazione superiore autonoma. Pur godendo di un regime speciale, dipende dal Ministero dell'Educazione Nazionale ed è definita Università Nazionale, Pubblica e dello Stato. Il suo obiettivo è lo sviluppo dell'educazione superiore e la ricerca. Nei suoi istituti si svolge quasi il 90% dell'attività di ricerca colombiana, un'attività comunque sottodimensionata rispetto alle reali esigenze del paese.
L'U.N. è la principale università della Colombia, con una popolazione studentesca attuale vicina ai 43.341 alunni, dei quali 39.382 fanno corsi di laurea e 3.959 ne fanno post laurea. La sede principale è a Bogotà, le sedi secondarie si trovano a Medellín, Manizales, Palmira, Leticia, Arauca e nel dipartimento di San Andrés, Providencia e Santa Catalina. Al suo interno si incrociano scuole di pensiero, voci contraddittorie e forme di espressione che ne fanno un ritratto fedele della nazione colombiana.
L'università offre 98 corsi di laurea in tutti gli ambiti della conoscenza e 276 corsi postlaurea (tra specializzazioni, master, dottorati e postdottorati).

## Storia
L'idea di un'università pubblica in Colombia iniziò con la promulgazione della legge n. 8 del 1826
Sobre organización y arreglo de la Instrucción Pública (Sulla organizzazione e composizione della Pubblica Istruzione), promossa dal vicepresidente della Grande Colombia, Francisco de Paula Santander. In quel periodo furono fondate le Università di Cauca, Cartagena e l'Università Centrale della Repubblica, con sedi a Bogotà, Caracas e Quito. La Università Centrale fu l'antesignana di quella Nazionale. Questa fu fondata il 25 dicembre del 1826 nella chiesa di Sant'Ignazio a Bogotà. Raggruppava la Biblioteca Nazionale, il Collegio Nazionale di San Bartolomeo (oggi Colegio Mayor de San Bartolomé) e la Università stessa.
Nel 1867 contava sei corsi di laurea. Tra il 1903 ed il 1940 vennero aggiunti ulteriori 20 indirizzi. Nel 1967 cominciò l'offerta di corsi post laurea; nel 1986 vennero assegnati i primi titoli di Dottore di ricerca.

## Sedi nazionali

### Facoltà a Bogotà
- Architettura
- Agronomia
- Odontoiatria
- Scienze
- Scienze economiche
- Ingegneria
- Musica e Arte
- Scienze umane
- Legge, sociologia e politica
- Medicina

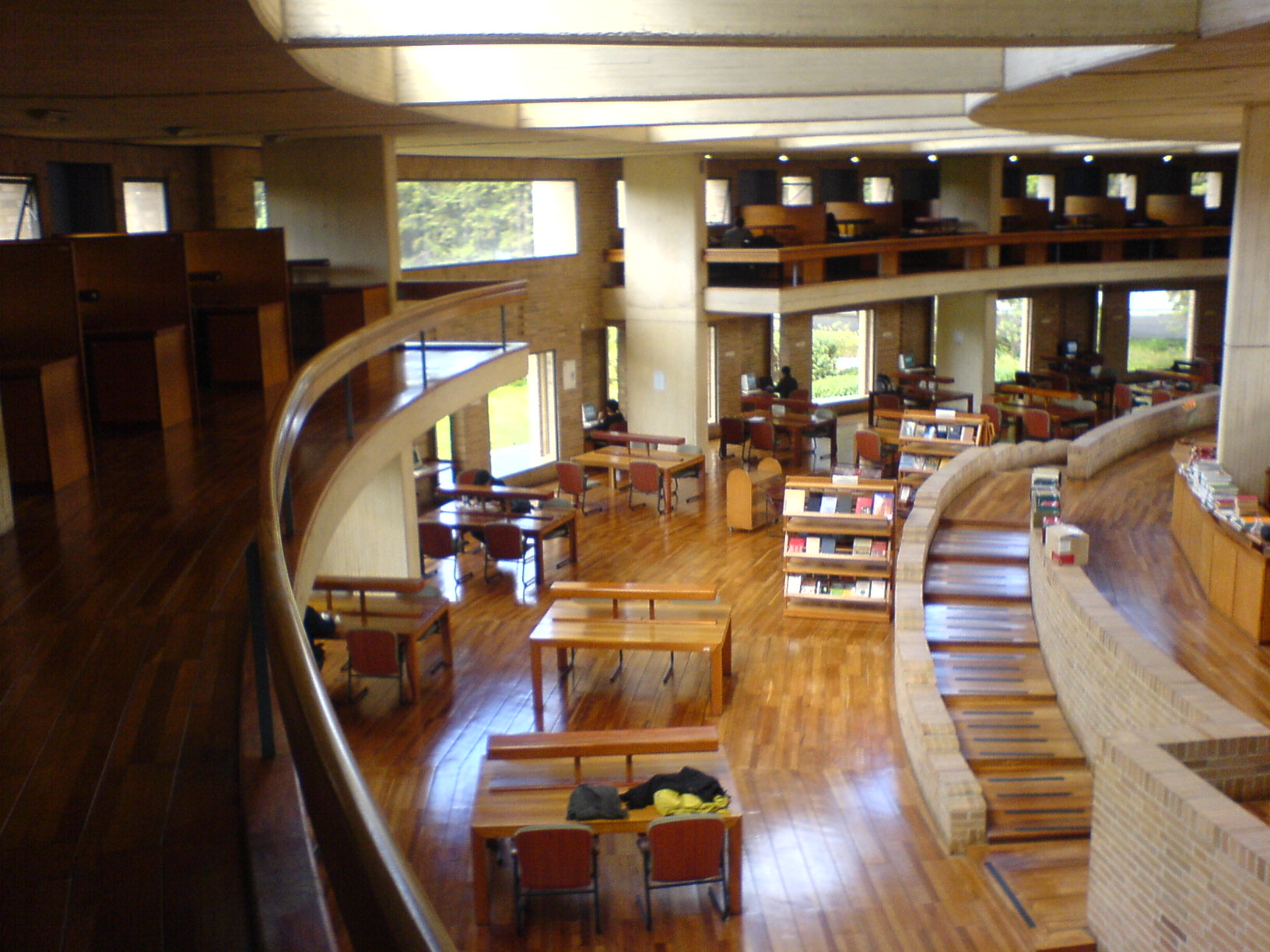
Biblioteca dell'edificio di dottorati e posdottorati, Bogotà

- Medicina veterinaria ed amministrazione animale

Istituti interfacoltà:
- Istituto di biotecnologia
- Istituto di scienza e di tecnologia dell'alimentazione - ICTA
- Istituto degli studi ambientali - IDEA
- Istituto degli studi nella comunicazione - IECO
- Istituto internazionale degli studi e dei rapporti politici - IEPRI
- Istituto della genetica
- Istituto pedagogico "Arturo Ramírez Montúfar" - IPARM

### Facoltà a Medellín

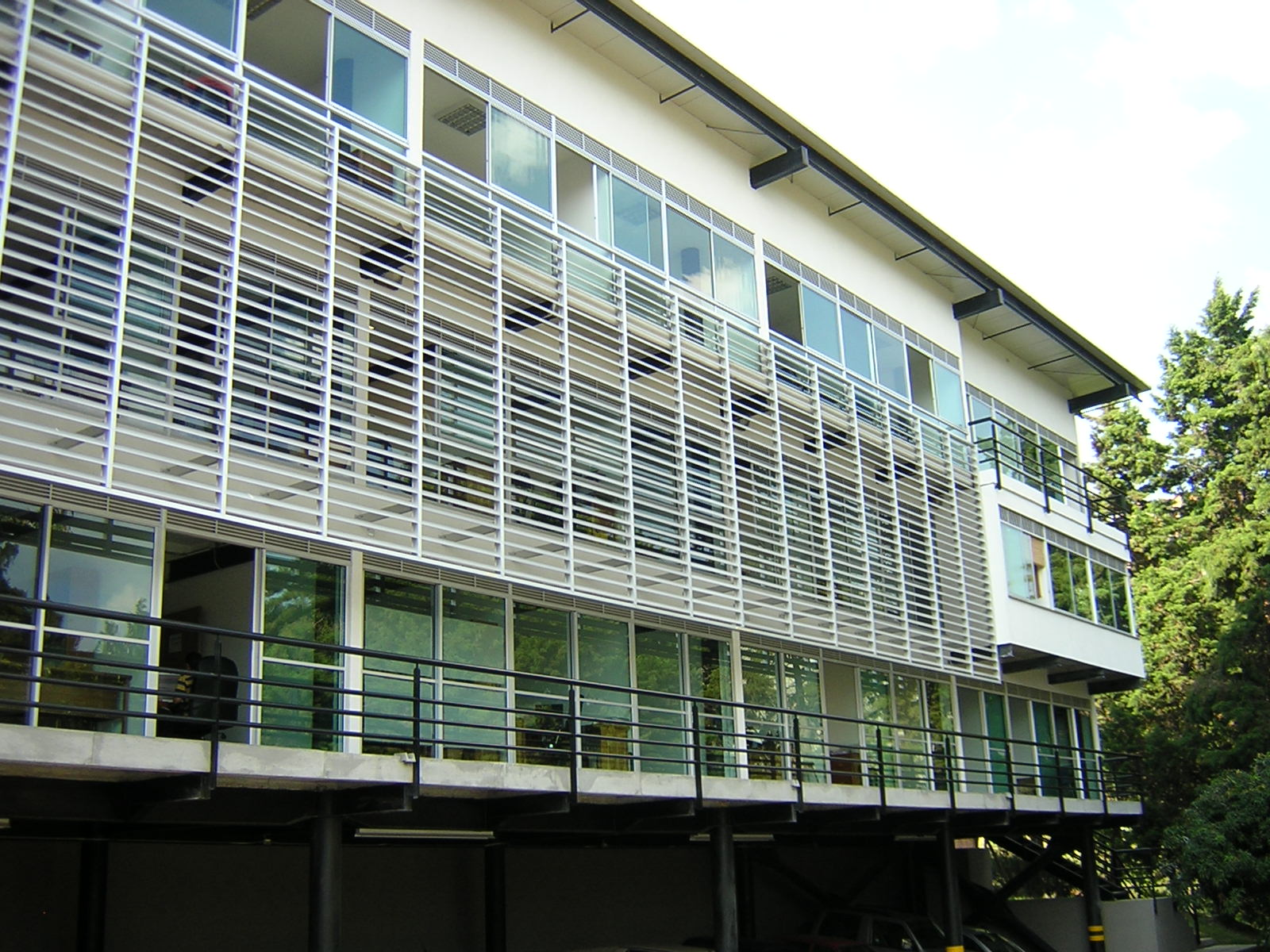
L'Università Nazionale della Colombia a Medellín

- Architettura
- Scienze
- Scienze Agricole
- Scienze umane ed economiche
- Mineralogia e tecnica mineraria

### Altre Facoltà
- Facoltà a Manizales: ingegneria, architettura, scienze esatte e naturali, scienze dell'amministrazione.
- Facoltà a Palmira: scienze agrarie, ingegneria e amministrazione.
- Facoltà ad Arauca (sede Orinoquia): scienze infermieristiche, ingegneria ambientale. Vi ha sede l'Istituto di studi sull'Orinoco.
- A Leticia (Sede Amazonia) ha sede l'Istituto Amazzonico di Ricerca (interfacoltà).
- a San Andrés (Sede Caribe) ha sede l'Istituto di studi caraibici ed il Giardino Botanico.

### Musei

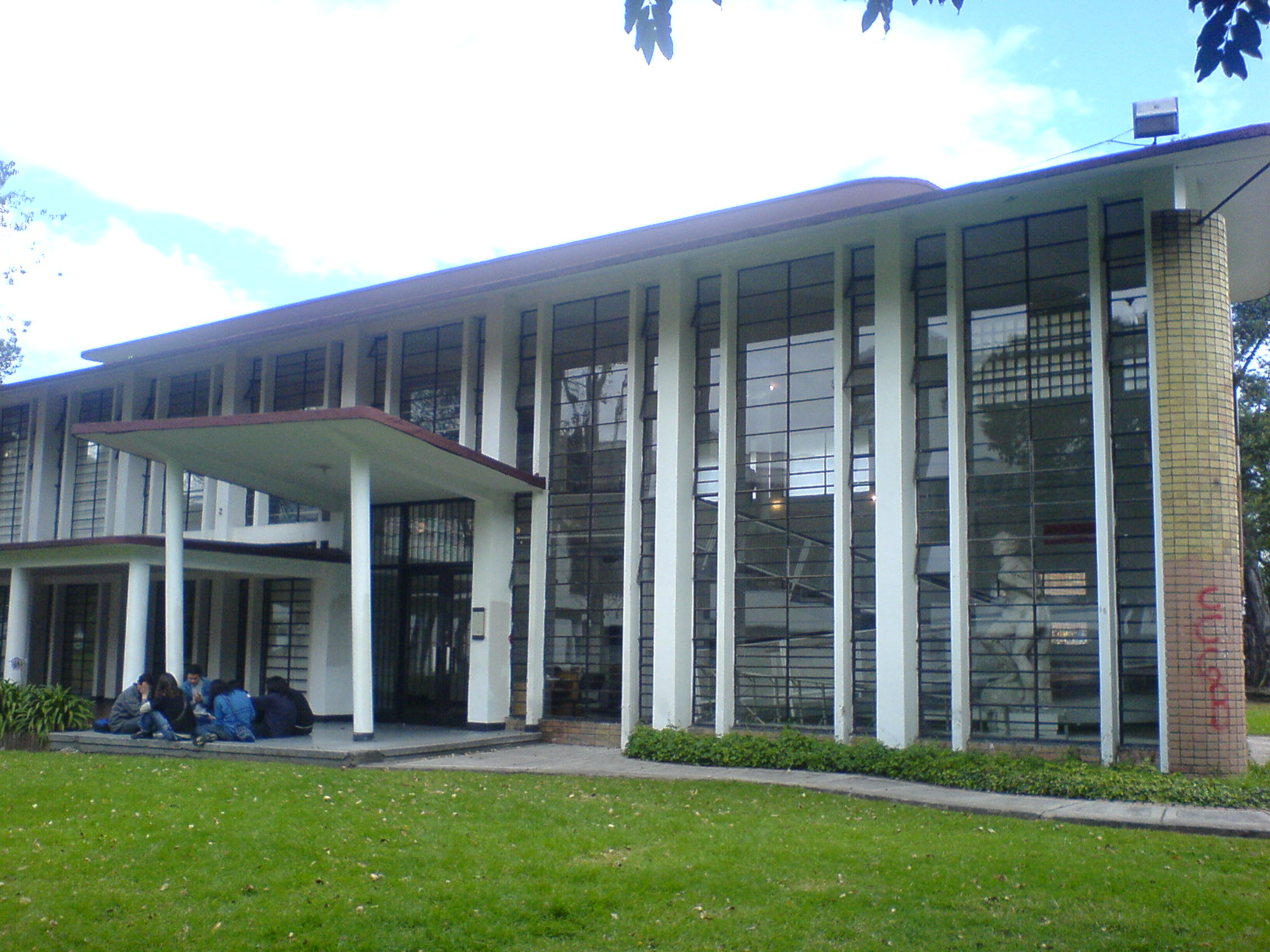
Museo di Architettura Leopoldo Rother a Bogotà

Musei nella città universitaria di Bogotá:
- Museo de Arte Universidad Nacional de Colombia (museo di arte dell'università nazionale)
- Museo de Arquitectura Leopoldo Rother (museo di architettura Leopoldo Rother)
- Museo de Historia Natural (museo di storia naturale)
- Museo de la Ciencia y el Juego (museo della scienza e del gioco)
- Museo Centro de Historia de la Medicina (centro di storia di medicina)
- Museo Entomológico (museo entomologico)
- Museo Organológico Musical (museo musicale organologico)
- Observatorio Astronómico Nacional (osservatorio astronomico nazionale)

Musei nella città universitaria di Medellín:
- Museo entomologico
- Museo di micologia
- Museo de Geociencias (museo mineralogico)
- Erbario "Gabriel Gutiérrez"
- Xiloteca